# Théodore de Regnon
Le père Théodore de Regnon (11 octobre 1831, Saint-Herblain - 26 décembre 1893, Paris) est un prêtre jésuite et théologien français.

## Biographie
Fils du marquis Hippolyte de Regnon, parent du Père Louis de Régnon et de Henry de Régnon, il suit ses études classiques dans sa famille et suivit trois années de philosophie au Collège de Brugelette, établissement dirigé par les Jésuites, à la suite de quoi il entre au noviciat de la Compagnie de Jésus à Angers le 7 septembre 1852.
Il enseigne les mathématiques, la physique et la chimie au Collège de l'Immaculée-Conception (Vaugirard) à Paris et les sciences physiques à l'école Sainte-Geneviève, alors également à Paris, notamment aux candidats à l’École polytechnique et l'École militaire de Saint-Cyr.
Il se retrouve à devoir cesser l'enseignement à la suite du décret du 29 mars 1880 sur les Congrégations.
Il se consacre alors tout particulièrement à des questions philosophiques et théologiques.

## Publications
- Ban̄es et Molina, histoire, doctrines, critiques métaphysique (1883)
- Métaphysique des causes, d'après saint Thomas et Albert le Grand (1886 - préface de Gaston Sortais, 1906)
- Bannésianisme et molinisme. 1re partie : Établissement de la question et défense du molinisme (1890)
- Études de théologie positive sur la Sainte Trinité
  - Vol. 1: Exposé du dogme (1892)
  - Vol. 2: Trinité, Théories scolastiques (1892)
  - Vol. 3: Trinité, Théories grecques des processions divines, deux tomes (1898)

### Sources
- P. Martin Strohm, Die Dreiheit "Substanz - Kraft - Wierken" : die Trinitätslehre der Alexandriner nach Petavius und de Régnon, 1969
- Patrick W. Carey, Joseph T. Lienhard, Biographical Dictionary of Christian Theologians, 2000
- Carlos Sommervogel, Bibliothèque de la Compagnie de Jésus, Volume 6, 1895